# Chris Rabatz
Chris Rabatz (eigentlich Christoph Determann) ist ein deutscher Partyschlagersänger aus Osnabrück.

## Biographie
Bereits in den 1980er Jahren begann Christoph Determann als Schlager- und Partysänger. Erstmals größere Aufmerksamkeit erlangte er unter seinem Künstlernamen Chris Rabatz 1999 mit der Partyhymne Hände zum Himmel. 2001 hatte er seinen größten eigenen Erfolg mit dem Lied Steht auf (wenn Ihr feiern wollt), die auf der bekannten Stadionhymne basiert. Die Single kam bis in die deutschen Charts.
Zwei Jahre später beteiligte er sich mit dem Lied „Wir sind zum Glück aus Osnabrück“ an einer Image-Kampagne seiner Heimatstadt.
2004 nahm er mit Volker Rosin eine Partyversion von dessen Kinderlied Das singende Känguruh aus dem Jahr 1986 auf. Unter dem Titel Känguru-Dance und anfänglich unter dem Künstlernamen Känguru Dundee featuring K-Team wurde das Lied ein Hit, zuerst auf den Skiparties 1993 und dann im Sommer 2004 auf Mallorca. Die Single schaffte es im September bis in die Top 20 der Hitparade in Deutschland und wurde im selben Jahr nochmal ein Hit für DJ Ötzi.
Determann, der hauptberuflich als Autoverkäufer in Osnabrück arbeitet, zog sich danach aus dem Musikgeschäft zurück. Erst als 2010 The KingZ seinen ersten Hit Hände zum Himmel nochmals aufnehmen wollten und sich an seinen Manager wandten, ging er mit den beiden Musikern erneut ins Studio und erstellte eine neue Version, die ihn zum dritten Mal in die Charts brachte.

## Diskografie
Singles
- Die Hände zum Himmel (1999)
- Steht auf (wenn Ihr feiern wollt) (2001)
- Wir sind zum Glück aus Osnabrück (2003)
- Känguru-Dance (Volker Rosin featuring Chris Rabatz, 2004)
- Hände zum Himmel 2010 (featuring The KingZ, 2010)